# Ulanowice (Lubawka)
Ulanowice (do 1945 niem. Ullersdorf ) obecnie Podlesie – od 1990 r. administracyjna dzielnica Lubawki o charakterze wiejskim.

## Położenie
Dzielnica w województwie dolnośląskim, w powiecie kamiennogórskim, w gminie Lubawka, w Bramie Lubawskiej, w środkowo-wschodniej części Lubawki u zachodniego podnóża Gór Kruczych (Góry Kamienne) w Sudetach Środkowych w kotlinie pod Przełęczą Ulanowicką na wysokości 530 m n.p.m., przy drodze z Lubawki do Chełmska Śląskiego.

## Historia
Trudno określić datę powstania Ulanowic, prawdopodobnie pierwsi mieszkańcy osiedlili się na terenie obecnej miejscowości około X wieku. Pierwsze wzmianki na temat okolicy pojawiają się za panowania książąt świdnicko jaworskich Bolka I i Bolka II. Książę Bolko I około 1289 roku wykupił od benedyktynów w Krzeszowie dobra klasztorne, które w 1292 roku  przekazał cystersom. Zakon cystersów otrzymał we władanie wiele okolicznych wsi, w tym Ulanowice. Okolice Lubawki wraz z Ulanowicami były w posiadaniu zakonu aż do 1810 r. Do 1392 r. Ulanowice wchodziły w skład Księstwa Świdnickiego, które należało do korony polskiej, a następnie przeszło we władanie czeskie. W czasie wojen husyckich 1425 i 1431 osada została spustoszona. Dziesiątki wojen, epidemii i klęsk żywiołowych w XV wieku nie oszczędzały osady. Od 1526 r. Śląsk, a wraz z nim Ulanowice przechodzą pod panowanie Habsburgów. Wiek XVI sprzyja rozwojowi Ulanowic, osada zaczyna się intensywnie rozwijać dzięki rozwijającemu się w okolicy tkactwu lnu. Rozwój zostaje zahamowany przez wojnę trzydziestoletnią 1618-1648 oraz kryzys gospodarczy, który nastał po wojnie. W 1646 wojska szwedzkie obrały sobie okolice Lubawki jako miejsce kwaterunku. Okolica i Ulanowice zostały splądrowane. Przez ponad pół roku Ulanowice były zupełnie opuszczone przez mieszkańców. Po zakończeniu działań wojennych osada powoli zaczęła się rozwijać dzięki reaktywowaniu w pobliskiej Lubawce handlu i produkcji płótna. Prawdziwe ożywienie gospodarcze na tym terenie nastąpiło w XVIII wieku po otwarcie wolnego portu w Trieście, kiedy Lubawka i okolica znalazły się na drodze tranzytowej ze Śląska do krajów naddunajskich.
Wiek XVIII przyniósł jednak szereg klęsk żywiołowych powódź, pożar, epidemie co było powodem zahamowania rozwoju. Znaczący dla osady był rok 1810, kiedy nastąpiła kasata zakonu cystersów oraz jego wywłaszczenie. Osada mogła się zacząć rozwijać samodzielnie. W tym czasie osada liczyła kilku  mieszkańców - o wiele mniej niż sąsiednia Lubawka. Okres Wiosny Ludów zapisał się w kronikach  wystąpieniami chłopów. Duży wpływ na rozwój osady miało uruchomiono w Lubawce w 1857 i 1865 roku pierwszych przędzalni mechanicznych oraz doprowadzenie w 1869 r. linii kolejowej z Sędzisławia do Lubawki oraz późniejsze przedłużenie jej do Czech. Od 1862 r. w okolicy rozwijało się górnictwo węgla kamiennego, które pod względem wielkości wydobycia nie miało znaczącego wpływu na rozwój Ulanowic. W związku ze swym przygranicznym położeniem oraz malowniczą okolicą Ulanowice cieszyły się dużym zainteresowaniem turystów. Najczęściej odwiedzane były: Dolina Miłości, Krucze Skały, kościół ewangelicki oraz kalwaria na Świętej Górze. W latach 90. XIX w. Ulanowice były już znaną miejscowością turystyczną i popularnym letniskiem. Działało wówczas w okolicy kilkanaście hoteli, gospód i schronisk młodzieżowych. Okres międzywojenny przyniósł budowę kilku obiektów sportowych. W 1924 roku powstała skocznia narciarska na północnym zboczu Kruczej Skały, nieco później powstał zespół obiektów sportowych z boiskami i zapleczem. Służyły one początkowo sportowcom niemieckim do przygotowań na olimpiadę w 1936 r. w Berlinie a w późniejszym czasie hitlerowskiej organizacji młodzieżowej, jako ośrodek szkoleniowo-rekreacyjny.
Zniszczenia wojenne ominęły Ulanowice, gdyż nie toczyły się na tych terenach działania wojenne. Wojska radzieckie zajęły miasto 7 maja 1945 r. W latach 1945–47 na mocy umów międzynarodowych ludność niemiecka została wysiedlona w głąb Niemiec. Na ich miejsce przybywali polscy osadnicy wysiedleni z terenów przyłączonych do Związku Radzieckiego, a także z centralnej Polski i w dużej ilości z okolic Nowego Sącza. W przeszłości Ulanowice jako osada wiejska stanowiły odrębną jednostkę administracyjną. W latach 1975–1998 należały do województwa jeleniogórskiego. W 1990 roku  Ulanowice zostały włączenie do miejscowości Lubawka jako dzielnica "Podlesie".  

## Zabytki
- zespół rezydencji opackiej:

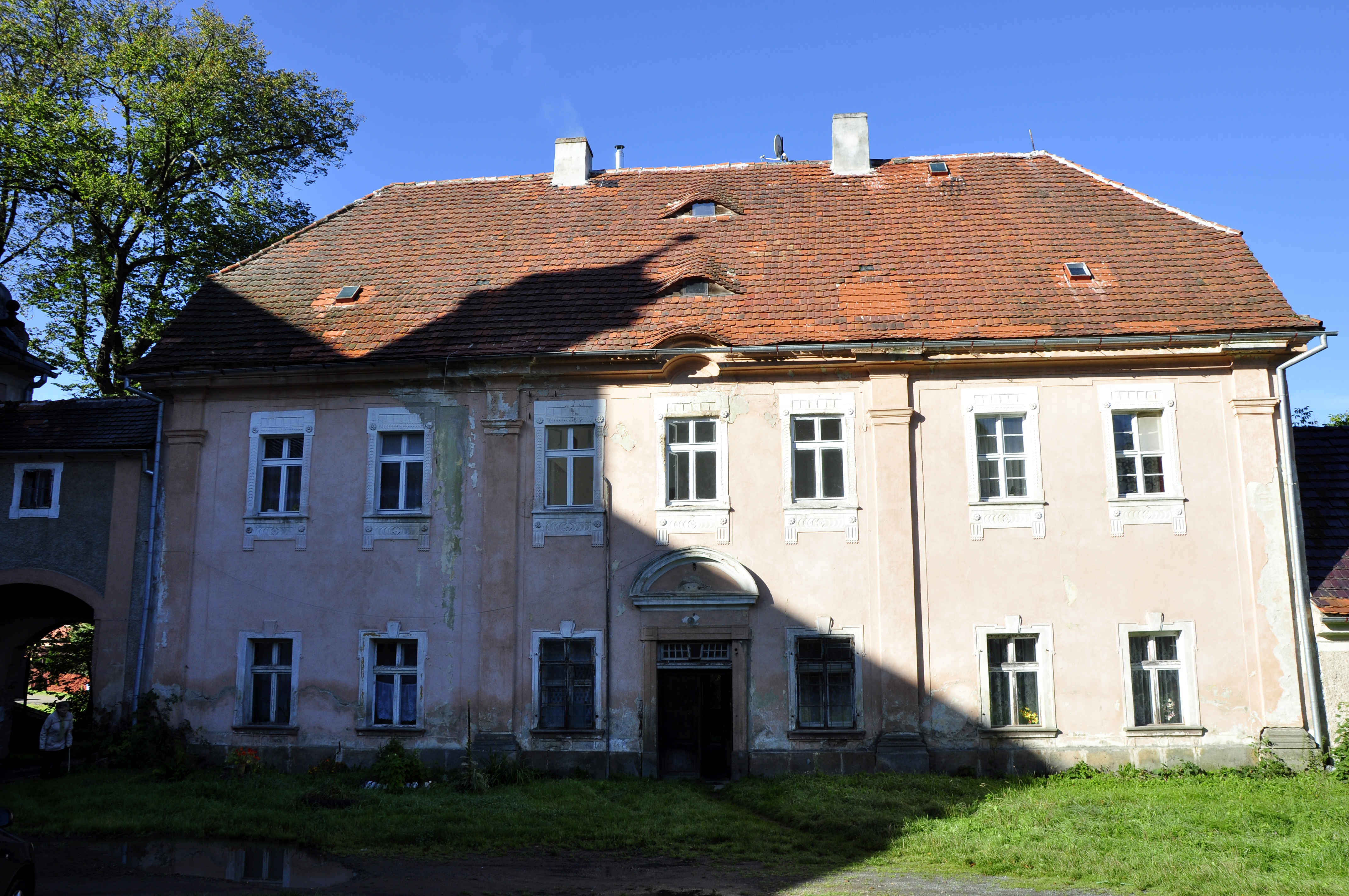
Pałac w Lubawce

  - kościół pw. Świętych Wspomożycieli z 1685, przebudowany w 1723
  - Pałac w Lubawce, obecnie dom mieszkalny nr 22 z 1687, przebudowany w końcu XVIII w.
  - oficyny
  - budynki inwentarskie
- willa z parkiem, przy ul. Podlesie 25 z 1903[6]